# Lia Pale
Lia Pale (* 1985 in Wels als Julia Pallanch) ist eine österreichische Musikerin, die vor allem als Sängerin im Crossover bekannt wurde.

## Leben und Wirken
Pale erhielt seit der frühen Jugend klassischen Ballett- und Klavierunterricht und erlernte das Flötenspiel; länger spielte sie als Flötistin in der Eisenbahner Musikkapelle Wels. Ihre Leidenschaft galt von klein auf dem Singen. Nach der Matura am Adalbert Stifter-Gymnasium in Linz zog sie nach Wien, um ein Gesangsstudium an der Universität für Musik und darstellende Kunst Wien zu beginnen. Daneben war sie in der Elektropop-Szene mit einem eigenen Trio tätig, bei dem sie Keyboard spielte und sang. Sie wurde im Jahr 2012 von Mathias Rüegg (ehemals Vienna Art Orchestra) in einer seiner Vorlesungen an der Wiener Musikhochschule entdeckt, um bald darauf für ein Jahr in Göteborg, Schweden, zu studieren.
Gemeinsam mit Rüegg entwickelte sie die Idee, die Lieder aus Schuberts Winterreise in einen anderen musikalischen Kontext zu transportieren. Im Februar 2013 debütierte sie im Porgy & Bess mit einer ersten unvollständigen und englischsprachigen Fassung der Winterreise Gone Too Far, die bei Universal erschien. Über das Album schrieb die neue musikzeitung: „Lia Pale führt geräumigen Jazz vor. Ausdrucksvoll ihre stimmliche Farbpalette. Herausragend die Begleitmusiker. Und bleibend der Flair des Albums. Duftig, locker, charmant. … ‚Gone too far‘ steht letztendlich als Jazzalbum dar, das in diesem Jahr schwer zu schlagen sein wird. Schubert hin oder her. Hörhinweis: alles.“ Gone Too Far erhielt den Pasticcio-Preis von Ö1.
Im Februar 2015 erschien ihr zweites Album, My Poet’s Love, das Lieder von Heinrich Heine und Rainer Maria Rilke in Neufassungen enthält. Im Jahr 2016 war sie für den Amadeus Austrian Music Award in der Kategorie „Jazz/World/Blues“ nominiert. Auf A Winter’s Journey präsentierte sie im selben Jahr eine weiterentwickelte Fassung der Winterreise, die diesmal alle Lieder des Zyklus umfasste. Mit Rüegg adaptierte sie dann Lieder von Robert Schumann (Album Schumann Song Book), die sie auch beim Schleswig-Holstein Musik Festival präsentierte. Weiterhin widmete sie sich dem Liedgut von Brahms und von Händel.

## Diskografische Hinweise
Alben
- 2013: Gone Too Far (Universal Music Group, mit Harry Sokal, Hans Strasser, Ingrid Oberkanins)
- 2015: My Poet's Love (Universal Music Group), mit Mathias Rüegg, Hans Strasser, Ingrid Oberkanins sowie Mario Rom, Thomas Gansch, Juraj Bartoš, Matthieu Michel, Richard Köster, Dominik Fuss
- 2016: A Winter's Journey (Lotus Records, mit Mathias Rüegg, Hans Strasser, Ingrid Oberkanins sowie Mario Rom, Roman Jánoška, Klaus Dickbauer, Harry Sokal, Joris Roelofs, Fabian Rucker)[5]
- 2017: Lia Pale & Mathias Rüegg: The Schumann Song Book (Lotus Records)
- 2019: Lia Pale & Mathias Rüegg: The Brahms Song Book (Lotus Records)